# Danny Washington
Danny Washington (25 ottobre 1985) è un ex giocatore di football americano tedesco, che ha giocato come linebacker.
Dopo aver giocato nelle giovanili dei Darmstadt Diamonds si è trasferito ai Weinheim Longhorns, per i quali ha giocato sia in giovanile che in prima squadra. nel 2010 ha giocato nei Marburg Mercenaries e l'anno successivo è passato a Rhein-Neckar Bandits. Nel 2014 si è unito agli Schwäbisch Hall Unicorns, fino al 2018 quando ha annunciato il ritiro. Nel 2021 è tornato in attività con gli Stuttgart Surge.

## Palmarès
- 2 Europei (2010, 2014)
- 2 German Bowl (Schwäbisch Hall Unicorns: 2017, 2018)